# Консул (организация)
Вижте пояснителната страница за други значения на Консул.
„Консул“ (на немски: Organisation Consul; абревиатура: О. С.) е тайно консервативно-революционна терористична организация, съществувала във Ваймарска Германия. Основана по идея и под натиска на Херман Ерхард, организацията осъществява т.нар. политически убийства във Ваймарската република от 20-те години на 20 век с цел да разклати позициите на демократите и либералите във властта и да отвори пътя за преразглеждане на Версайската система от договори. В периода между 1918 година до юни 1922 г. в Германия са извършени 354 убийства по политически причини, за повечето от които се твърди, че са организирани от членове на организацията.
Организацията „Консул“ е създадена на основата на доброволческата „морска бригада Ерхард“, официално разпусната през 1920 г. Командира ѝ, чието име тя носи, капитан Херман Ерхард сформира нова организация от редиците на бригадата след провала на Каповския пуч. Състава на „Консул“ произхожда из средите на военните, предимно бивши служители на Райхсвера и Фрайкорпс.
Средната възраст на членовете на организацията варира от 20 до 30 години. В основата на идеологията ѝ седи антикапиталистическа афектация и радикален национализъм. Най-известният член на организацията е бъдещия писател Ернст фон Саломон. Представителството си организацията осъществява на цялата територия на страната, като за акциите си може да разчита на 5000 души. Баварското ѝ нелегално представителство работи под прикритието на компания-търговец с дървен материал в Мюнхен, като притежава собствен таен склад за оръжие и боеприпаси. Под крилото на „Консул“ се създава цяла мрежа от паравоенни организации във Ваймарската република.
Най-известните атентати организирани от „Консул“ са тези срещу Матиас Ерцбергер и външния министър от еврейски произход Валтер Ратенау, а най-известния ѝ юридически защитник е Фридрих Грим.
Според непотвърдени данни, създаването на организацията е подпомогнато от контраразузнаването на Германската империя - Абвера, и по-специално от Вилхелм Канарис. От средите на организацията се формира „Щурмабтайлунг“, като първите телохранители на Адолф Хитлер са бивши членове на „Консул“.
Организацията е забранена със Закона за защита на републиката от 21 юли 1922 г. След официалното ѝ разпускане, членовете ѝ се вливат в Германската работническа партия, сформирайки НСДАП.